# جولة حفلة الوحش
جولة حفلة الوحش أو ذا مونستر بول توور (بالإنجليزية: The Monster Ball Tour)‏ هي ثاني جولة موسيقية عالمية للفنانة الأمريكية ليدي غاغا، وكانت الجولة ترويجية من أجل ألبومها الاستوديو الثاني، وحش الشهرة. أعلن عن بداية الجولة في 15 أكتوبر، 2009، بعد أن كان من المفترض أن تبدأ غاغا مع كانيي ويست جولة مشتركة بعنوان الشهرة تقتل (بالإنجليزية: Fame Kills)‏، ولكن الجولة ألغيت بشكل فجائي. وصفت غاغا الجولة بأنها «أول أوبرا تحمل طابع موسيقى البوب الإلكترونية على الإطلاق». بدأت الجولة بعد أربعة أيام من إطلاق وحش الشهرة.
يتكون العرض من خمسة مقاطع، حيث تظهر غاغا في كل مقطع في ثوب مختلف وعند انتهاء المقطع يظهر فيديو كمقدمة للذي بعده. يبدأ العرض بظهور غاغا خلف متاهة كهربائية مصنوعة من الأضواء، يليه بعرض على البيانو، ثم ترقص غاغا في ثوب مصنوع من المسدسات، تسريحة شعر كليوباترا وأخيراً تسريحة شعر كقصة رابنزل الخرافية. وأحب النقاد العرض ومدحوا قدرة غاغا الغنائية وأزيائها والقدرة المسرحية.
في ديسمبر 2009، أعلنت غاغا أنها ستبدأ نسخة جديدة العرض، حيث ستلغي الفكرة السابقة كلها وستبدأ شيئاً جديداً، حيث عبرت عن العرض الجديد بكونه مسرحية أكثر من حفلة موسيقية. كم أعلنت في يونيو، 2010 بأن الجولة ستمتد إلى 2011.

## قائمة الأغاني

### قائمة الأغاني الأصلية
1. «الرقص في الظلام Dance in the Dark»
2. «ارقص فقط Just Dance»
3. «لعبة حب LoveGame»
4. «آليخاندرو Alejandro»
5. «وحش Monster»
6. «سعيدة لدرجة يمكنني أن أموت So Happy I Could Die» (عدا عروض بوسطن ونيويورك وديترويت)
7. «أسنان Teeth»
8. «عاجزة عن الكلام Speechless»
9. «وجه البوكر Poker Face» (نسخة البيانو)
10. «جعلها تقول Make Her Say» (مع كيد كودي) (فقط من نوفمبر 27 إلى ديسمبر 11, 2009)
11. نسخة ليدي غاغا من أغنية «أزياء Fashion» (فقط من نوفمبر 27 إلى ديسمبر 11, 2009)
12. «الشهرة The Fame»
13. «عزيزي المال Money Honey»
14. «جميل، وسخ، غني Beautiful, Dirty, Rich»
15. «فتيان فتيان فتيان Boys Boys Boys»
16. «رجل عصابات Paper Gangsta» (عدا الفترة الواقعة بين يناير 12–24)
17. «وجه البوكر Poker Face»
18. «بابارازي Paparazzi»
19. «إي، إي (لا يوجد شيء آخر للقول) Eh, Eh (Nothing Else I Can Say)»
20. «رومانسية سيئة Bad Romance»

- المصدر:[1]

### النسخة الجديدة
1. «الرقص في الظلامDance in the Dark»
2. «لمعان ودسم Glitter and Grease»
3. «ارقص فقط Just Dance»
4. «جميل، وسخ، غني Beautiful, Dirty, Rich»
5. «غرور Vanity»
6. «الشهرة The Fame»
7. «لعبة حب LoveGame»
8. «فتيان فتيان فتيان Boys Boys Boys»
9. «عزيزي المال Money Honey»
10. «تلفون Telephone»
11. «عيون بنية Brown Eyes» (أزيلت في 2 يوليو، 2010)
12. «قف بجانبي Stand By Me» (فقط في مايو 15, مايو 18, مايو 28 – يونيو 2، 2010)
13. «عاجزة عن الكلام Speechless»
14. «أنت وِأنا You and I» (أضيفت في 28 يونيو، 2010)
15. «سعيدة لدرجة يمكنني أن أموت So Happy I Could Die»
16. «وحش Monster»
17. «أسنان Teeth»
18. «آليخاندرو Alejandro»
19. «وجه البوكر Poker Face»
20. «بابارازي Paparazzi»
21. «رومانسية سيئة Bad Romance»

- المصدر:[2]

## الوصلات الخارجية
- جولة حفلة الوحش على موقع ميوزك برينز (الإنجليزية)
- ليدي غاغا: أخبار: بداية حفلة الوحش تسجيلات انترسكوب
- ليدي غاغا: أخبار: فيلم تحضير حفلة الوحش  تسجيلات انترسكوب